# Златен век (сграда)
„Златен век“ е жилищна сграда в София. Зданието е единственият изцяло жилищен небостъргач в България. Строи се в непосредствена близост до хотел Маринела София в ж.к. Лозенец. Той е на второ място по височина като строяща се сграда след Скай Форт. Проектът също включва кръгово кръстовище пред сградата. В първите две нива на сградата се помещават търговски център, кафе, клубен етаж, зала за танци, пилатес, йога, спа зона, басейн, фитнес зала, детска зала, покривна озеленена тераса с водно огледало, сградата разполага със собствена градина за отдих.

## Структура
Сградата е проектирана в едно масивно 120-метрово тяло. Разгъната площ на проекта е 31.5 хил. кв. м.

## Местоположение
Намира се на ул. Златен рог 10, на ъгъла с ул. „Кап. Тодор Ночев“ в ж.к. Лозенец.

## Галерия
- Сградата на ниво партер през 2018 г.
- Поставяне на арматури и изливане на бетон за изграждане на партера през 2018 г.
- Монтаж на втори кулокран
- Строежът на сградата от ж.к. Стрелбище от дата 6 април 2019 г. От ляво се вижда хотел Маринела, а от дясно Златен век.
- Строежът на сградата към 2 юли 2021 г.